# Roderic Guigó i Serra
Roderic Guigó i Serra és un bioinformàtic català.
Va obtenir el seu doctorat el 1988 a la Universitat de Barcelona, en una tesi sobre l'estudi de models computacions en la genètica de poblacions i l'ecologia evolutiva. Tot seguit, va moure's als Estats Units d'Amèrica, on va treballar en diferents camps com ara la predicció gènica o l'estructura del genoma.
Va tornar el 1994 a Catalunya primer al  Programa de Recerca en Informàtica Biomèdica (GRIB) i des del 2005 és el coordinador del Departament de Bioinformàtica i Genòmica del CRG. Des de llavors ha participat en projectes com ara ENCODE.
En l'àmbit més polític ha participat en diferents campanyes juntament amb altres científics, com per exemple en contra de la instal·lació d'Eurovegas o a favor de la independència de Catalunya. El novembre de 2016 fou nomenat membre de la Secció de Ciències Biològiques de l'IEC.
El desembre de 2017 va guanyar el Premi Nacional de Recerca 2017.